# 埃爾卡門 (北桑坦德省)
埃爾卡門是哥倫比亞的城鎮，位於該國東北部，由北桑坦德省負責管轄，距離首府庫庫塔313公里，始建於1686年，面積1,687平方公里，海拔高度2,959米，2005年人口11,750。

## 外部連結
- （西班牙文）El Carmen official website

8°30′46″N 73°27′03″W / 8.51278°N 73.4508°W